# Loskutnaja
L'Hotel Loskutnaja (Лоскутная) era uno degli hotel più famosi di Mosca dal 1870 fino al 1938, anno della sua demolizione.

## Storia

### XIX secolo
L'hotel, costruito nel XIX secolo, era situato in Piazza del Maneggio, vicino al Museo Storico e alla Porta Iverskaia.
Il predecessore dell'hotel Loskutnaya era la "Taverna Loskutny", con una sala da biliardo famosa in tutta Mosca. L'hotel fu aperto nella taverna dai mercanti Mamontov nei primi anni del 1870. L'edificio angolare in stile russo, realizzato con mattoni rossi speciali con inserti di piastrelle decorate, fu progettato dal genero di Pavel Michajlovič Tret'jakov, il famoso architetto Aleksandr Stepanovič Kaminskij, che costruì molti edifici a Kitaj-gorod e in tutta Mosca. Sul frontone dell'angolo della casa era scritto: "1877". Come era usanza all'epoca, le scale dell'hotel erano realizzate in fusione di Kasli.
La facciata del Loskutnaja era divisa in due parti: sul lato destro si trovava il nuovo edificio, colorato di rosso; sul lato sinistro era intonacata e dipinta di grigio scuro. Lungo il lato sinistro c'era un balcone in ghisa con la stessa griglia decorata su colonne in ghisa, la cui parte centrale sporgeva in avanti sopra l'ingresso e copriva l'intero marciapiede. D'estate sul balcone c'erano quattro grandi tinozze con alberi di alloro (due conici e due grandi chiome sferiche).
Geir Kjetsaa, autore di Fëdor Dostoevskij: la vita di uno scrittore, disse che l'hotel era "uno dei migliori hotel della città". Gli scrittori Leonid Andreev, Pëtr Boborykin e Anton Čechov soggiornarono spesso nell'hotel. In seguito fu rinominato Ostello della Flotta Rossa, avendo come ospiti studenti e giovani membri del Partito Comunista di Russia. Durante il regime comunista alcune stanze erano riservate ai membri del Collegio Navale e ai marinai delegati.